# José Abelardo Quiñones (Tumbes)
José Abelardo Quiñones es un caserío peruano ubicado en el distrito de Papayal, perteneciente a la provincia de Zarumilla del departamento de Tumbes, al norte del Perú. 

## Ubicación
José Abelardo Quiñones se ubica al este de la provincia de Zarumilla, en el distrito de Matapalo, en el departamento de Tumbes. Se ubica muy cerca a la frontera ecuatoriana-peruana.

## Demografía
En 2017 José Abelardo Quiñones tenía una población de 225 habitantes.